# Jeff Trepagnier
Jeff Trepagnier (Los Angeles, 11 juli 1979) is een Amerikaans voormalig basketballer en basketbalcoach.

## Carrière
Trepagnier speelde collegebasketbal voor de USC Trojans van 1997 tot 2001. In de NBA draft van 2001 werd hij als 36e gekozen door de Cleveland Cavaliers. Hij speelde een seizoen voor de Cavaliers. In oktober 2002 werd hij als 59e gekozen in de National Basketball Development League Draft 2002 door de Asheville Altitude. Hij speelde het seizoen 2002/03 voor de Altitude. In maart 2003 tekende hij een tiendagencontract bij de Denver Nuggets, hierna tekende hij voor de rest van het seizoen bij de club. Hij speelde ook het seizoen 2003/04 bij de Denver Nuggets.
In juni 2004 werd hij door de Charlotte Bobcats gekozen in de NBA Expansion Draft 2004. Zijn contract werd een paar weken later ontbonden. Hij speelde hierna voor de New Jersey Nets in de NBA Summer League. Hij speelde het seizoen 2004/05 voor de Italiaanse eersteklasser Basket Napoli. Na een seizoen voor het Turkse Ülker GSK keerde hij terug naar Basket Napoli voor een tweede seizoen. In december 2007 tekende hij bij het Franse Élan Béarnais Pau-Lacq-Orthez waar hij de rest van het seizoen speelde.
In oktober 2008 tekende hij bij de Bakersfield Jam en speelde er tot in februari 2009. In februari 2009 werd hij geruild naar de Rio Grande Valley Vipers voor Alpha Bangura. In maart 2009 werd zijn contract ontbonden door de Vipers en speelde hij hierna voor de Hollywood Jammers. In april 2009 tekende hij bij de Iowa Energy en keerde ook terug bij de club voor het seizoen 2009/10. Voor het seizoen 2010/11 tekende hij bij het Italiaanse Scaligera Basket Verona in de tweede klasse. Hij speelde hierna nog bij het Braziliaanse Liga Sorocabana de Basquete en de Los Angeles Slam.
Na zijn carrière was hij onder meer aan de slag bij de Compton Magic. In 2021 werd hij een coach bij de Rio Grande Valley Vipers. Hierna werd hij een assistent-coach bij de Ontario Clippers die de San Diego Clippers werden.

## Erelijst
- All-NBDL First Team: 2003
- Turks landskampioen: 2006

## Statistieken

### Reguliere Seizoen
| Seizoen  | Team                | WG | WS | MPW  | 2P%  | 3P%  | FW%   | RPW | APW | SPW | BPW | PPW |
| -------- | ------------------- | -- | -- | ---- | ---- | ---- | ----- | --- | --- | --- | --- | --- |
| 2001/02  | Cleveland Cavaliers | 12 | 0  | 6,4  | 31,8 | 0,0  | 57,1  | 1,0 | 1,0 | 0,7 | 0,3 | 1,5 |
| 2002/03  | Denver Nuggets      | 8  | 0  | 12,1 | 40,6 | 50,0 | 100,0 | 2,0 | 0,8 | 1,0 | 0,0 | 5,6 |
| 2003/04  | Denver Nuggets      | 11 | 0  | 8,7  | 23,5 | 50,0 | 50,0  | 1,4 | 0,4 | 0,3 | 0,0 | 2,3 |
| Carrière | Carrière            | 31 | 0  | 8,7  | 31,8 | 46,2 | 70,0  | 1,4 | 0,7 | 0,6 | 0,1 | 2,8 |